# Dasineura callistemoni
Dasineura callistemoni is een muggensoort uit de familie van de galmuggen (Cecidomyiidae). De wetenschappelijke naam van de soort is voor het eerst geldig gepubliceerd in 2017 door Kolesik.